# Segunda División de Chile 1953
El Campeonato Nacional de Fútbol de la Segunda División de 1953 fue el segundo torneo disputado de la segunda categoría del fútbol profesional chileno. Contó con la participación de siete equipos, de entre los cuales San Luis de Quillota hacía su debut en el profesionalismo. 
El torneo se jugó en tres rondas con un sistema de todos contra todos y el campeón fue Thomas Bata, que no ascendió a Primera División, por lo que no hubo ascensos.

## Movimientos divisionales
| Pos | a Primera División de Chile 1953 |
| --- | -------------------------------- |
| 1º  | Palestino (Campeón)              |
| 2º  | Rangers (Subcampeón)             |

| Pos | a Segunda División de Chile 1953 |
| --- | -------------------------------- |
| 1º  | San Luis de Quillota             |

| Pos | Asociación de Origen |
| --- | -------------------- |
| -   |                      |

## Equipos participantes
| Equipo              | Ciudad            |
| ------------------- | ----------------- |
| América             | Rancagua          |
| Instituto O'Higgins | Rancagua          |
| Maestranza Central  | San Bernardo      |
| San Luis            | Quillota          |
| Santiago National   | Santiago de Chile |
| Thomas Bata         | Peñaflor          |
| Trasandino          | Los Andes         |

## Tabla final
| Pos | Equipo              | PJ | PG | PE | PP | GF | GC | Dif | Pts |
| --- | ------------------- | -- | -- | -- | -- | -- | -- | --- | --- |
| 1   | Thomas Bata         | 18 | 14 | 1  | 3  | 58 | 18 | 40  | 29  |
| 2   | América             | 18 | 9  | 4  | 5  | 29 | 19 | 10  | 22  |
| 3   | Instituto O'Higgins | 18 | 9  | 4  | 5  | 27 | 24 | 3   | 22  |
| 4   | Maestranza Central  | 18 | 7  | 4  | 7  | 32 | 21 | 11  | 18  |
| 5   | Trasandino          | 18 | 7  | 3  | 8  | 24 | 35 | -11 | 17  |
| 6   | San Luis            | 18 | 4  | 4  | 10 | 18 | 32 | -14 | 12  |
| 7   | Santiago National   | 18 | 2  | 2  | 14 | 19 | 58 | -39 | 6   |

PJ=Partidos jugados; PG=Partidos ganados; PE=Partidos empatados; PP=Partidos perdidos; GF=Goles a favor; GC=Goles en contra; Dif=Diferencia de gol; Pts=Puntos
|  | Campeón |